# Rete anti-siluro

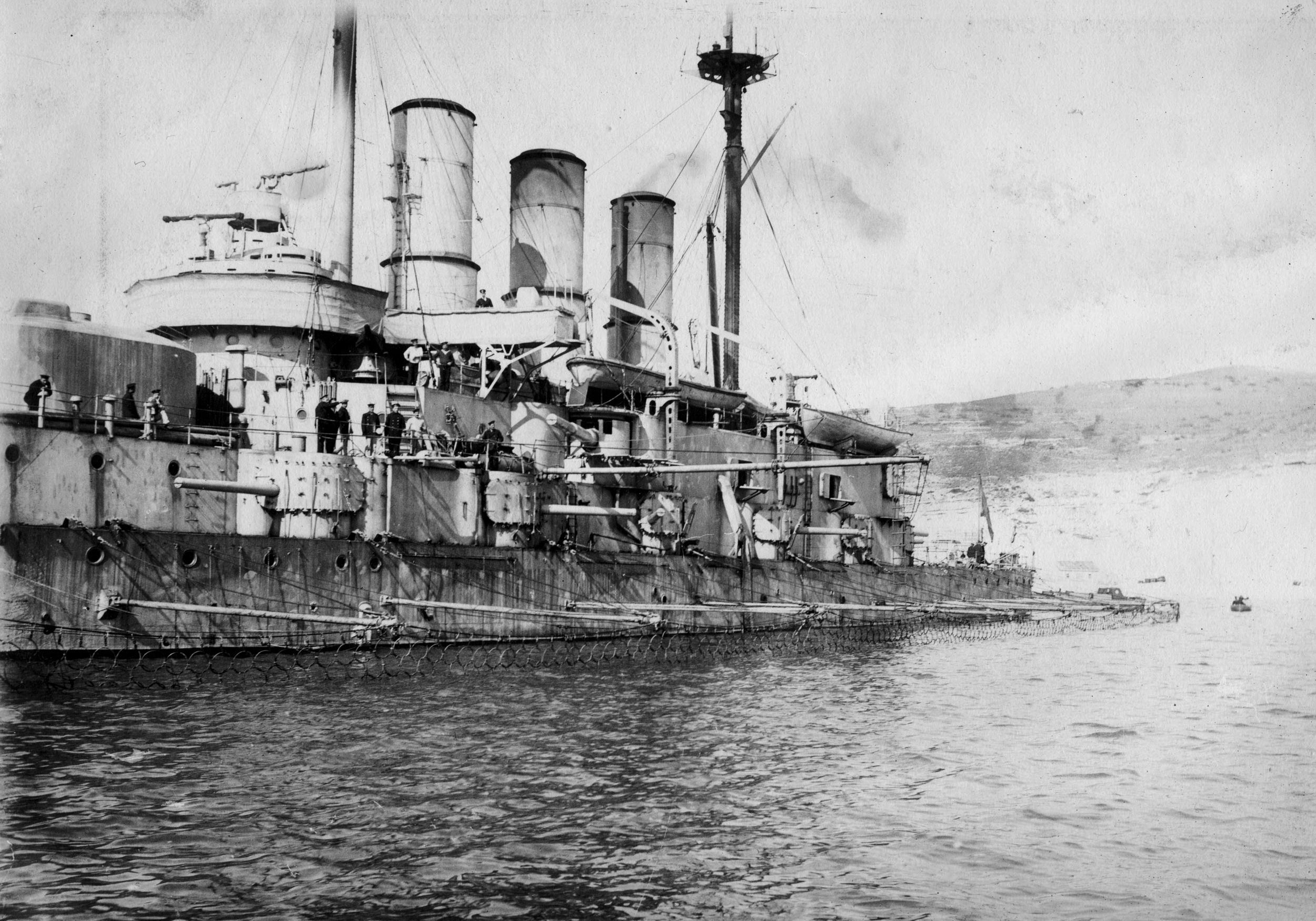
La nave da battaglia Евстафий (San Eustachio) con la rete anti siluro armata.

La rete anti-siluro o parasiluro era una protezione passiva adottate dalle navi contro l'attacco condotto con i siluri. Furono utilizzate diffusamente dal 1890 fino alla seconda guerra mondiale quando le accresciute prestazioni dei siluri ne decretarono la definitiva obsolescenza.

## Prime realizzazioni

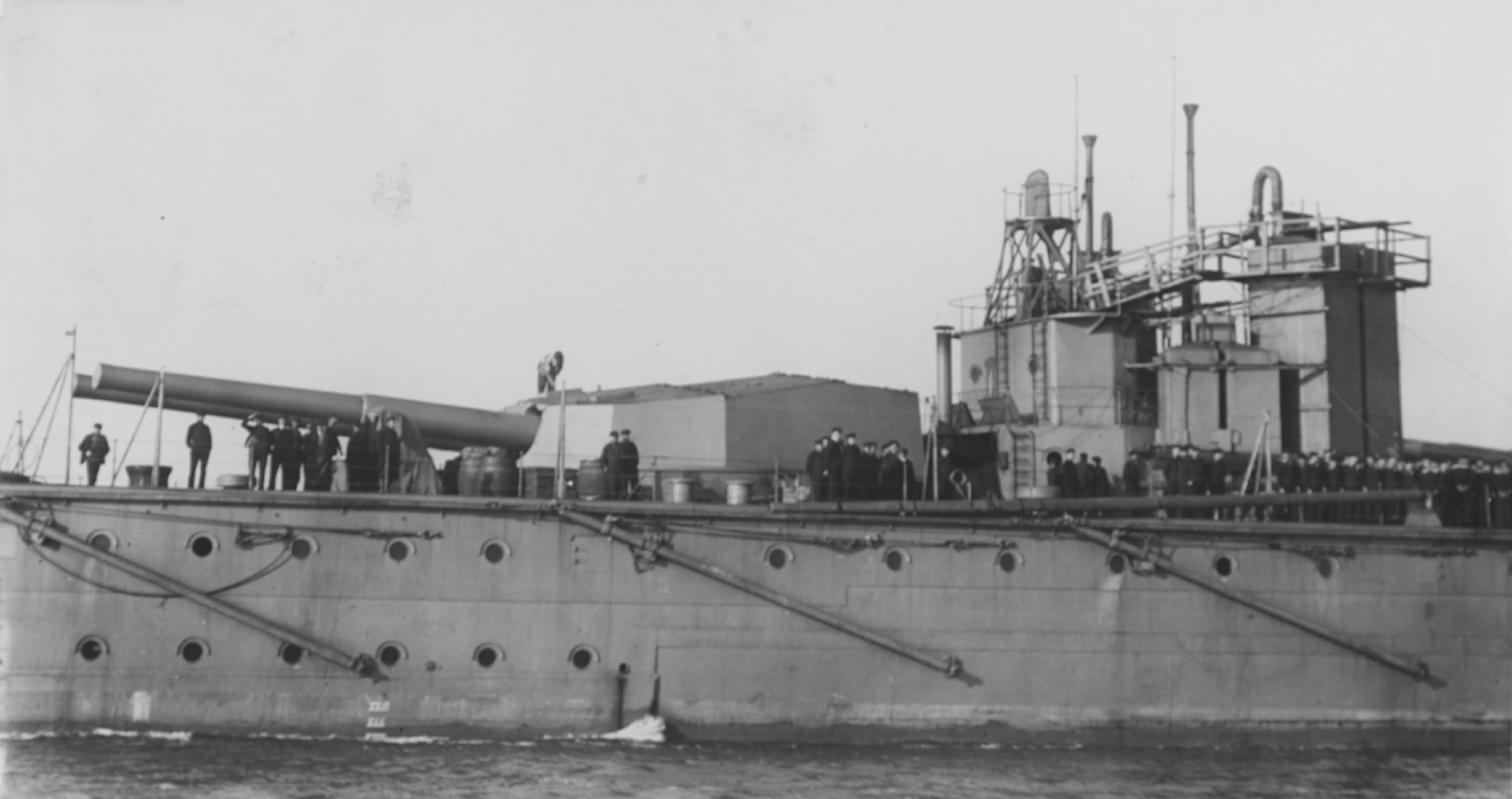
La HMS Vanguard con i buttafuori delle reti antisiluro agghindati sulle murate.

Con la diffusione del siluro Whitehead nel 1873, e il successi sviluppo della torpediniera, furono cercate delle contromisure per difendere le navi da battaglia contro i siluri. Nel 1876 il British Admiralty Torpedo Committee fissò una serie di raccomandazioni per difendersi dalla minaccia costituita dai siluri tra cui: "... nets of galvanised iron hung around each battleship from projecting 40 ft spars" (reti di acciaio zincato stese tramite buttafuori lunghi 12 m attorno ad ogni nave da battaglia). In tal senso furono condotti degli esperimenti nel 1877, con la HMS Thunderer che divenne la prima nave operativa dotata di reti antisiluro.
Le prime reti installate dalla Royal Navy erano definite del tipo "Bullivant" dal nome della ditta londinese che le produceva. Erano formate da cerchi di acciaio del diametro di 170 mm collegati da anelli più piccoli a formare una rete che pesava circa 5 kg/m². Le reti venivano tenute tese fuoribordo da dei buttafuori di legno lunghi 12 m. Furono effettuate numerose prove che ne dimostrarono la capacità di resistere a siluri da 360 mm dell'epoca senza subire danni. Mentre i siluri da 410 mm con una testata da 41 kg di esplosivo era in grado di danneggiare parzialmente la rete.

## Siluri con tagliareti
L'introduzione in servizio di tali reti portò all'adozione di dispositivi tagliareti sull'ogiva dei siluri, sia sotto forma di cesoie automatiche adottate dalla marina giapponese sia a carica esplosiva come quelli adottati dalla marina francese.

## Declino

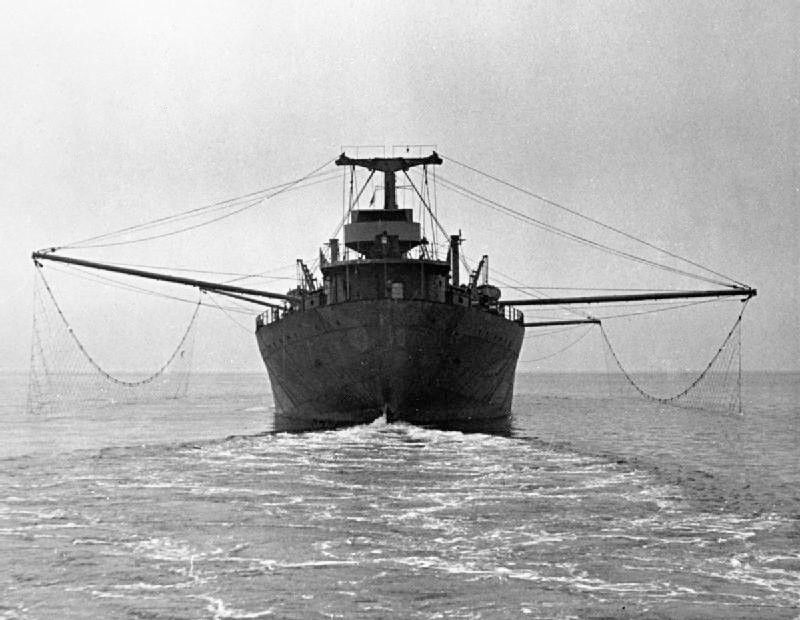
Una nave mercantile naviga con le reti antisiluro estese durante la seconda guerra mondiale.

La marina tedesca adottava le reti antisiluro su tutte le sue unità maggiori fino alla battaglia dello Jutland, dove il Derfflinger dovette fermarsi per liberarsi dalle reti danneggiate. Da quel momento, le reti furono rimosse su tutte le altre navi della Hochseeflotte, in quanto ormai ritenute inutili e pericolose.

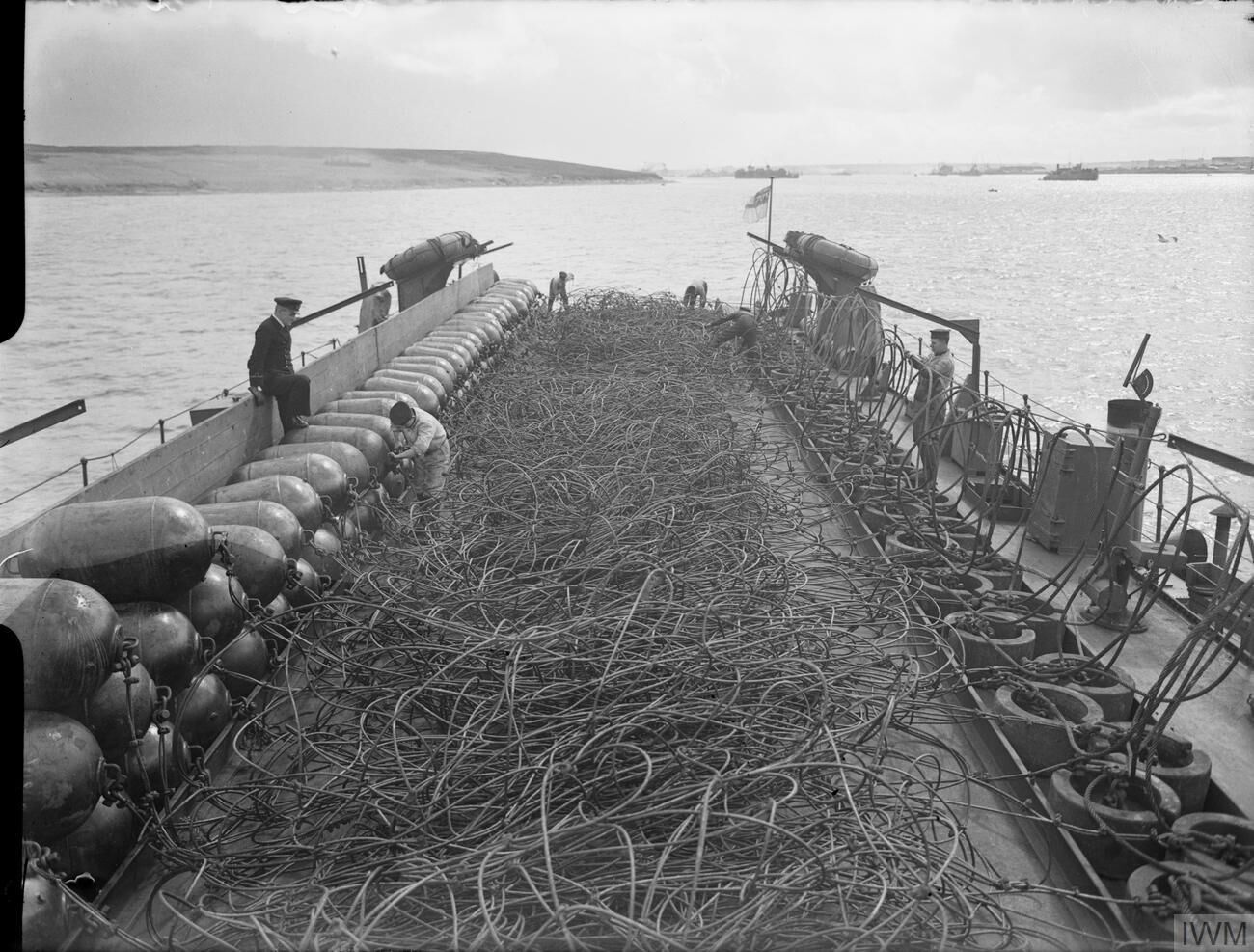
Una nave britannica intenta a posare delle ostruzioni retali.

Le reti antisiluro furono sostituite dalla controcarena anti-siluro sulle navi da battaglia.
Tuttavia l'utilizzo si protrasse durante la seconda guerra mondiale per proteggere le navi alla fonda (in questo caso si parla più propriamente di ostruzioni retali), contro i sottomarini, i sommergibili tascabili, ed i guastatori sommozzatori.
Una eccezione fu l'adozione sulle Liberty ship di reti antisiluro per aumentarne la resistenza agli attacchi, con successi alterni.